# Bochnia (gmina wiejska)
Bochnia – gmina wiejska w województwie małopolskim, w powiecie bocheńskim. W latach 1975–1998 gmina należała do województwa tarnowskiego. Siedziba gminy znajduje się w Bochni.

## Ogólna charakterystyka
Gminę Bochnia tworzy 31 miejscowości, które zajmują obszar 131 km². Mieszka w nich 18 960 osób. Kilka miejscowości posiada bogatą, blisko tysiącletnią historię. Świadczą o niej zachowane do dziś średniowieczne dokumenty i zabytkowe obiekty. Liczne przekazy i kultywowane tradycje, to naturalny pomost pomiędzy przeszłością i teraźniejszością ziemi bocheńskiej.
Dobrze rozwinięta infrastruktura techniczna, gęsta sieć szkół, przedszkoli ośrodków zdrowia, świetlic i bibliotek a nawet jedna z nielicznych w Polsce wiejska kryta pływalnia sprawiają, że bocheńska gmina przyjazna jest dla mieszkańców a także coraz liczniejszych gości.
Szanse na dalszy rozwój gminy to jej geograficzne położenie (tylko 30 km od Krakowa) przy międzynarodowych szlakach komunikacyjnych (PKP, droga E-4 i autostrada A-4) oraz korzystne warunki stwarzane potencjalnym inwestorom. Istotnym czynnikiem rozwojowym są też występujące tutaj ogromne zasoby solanek geotermalnych.

## Położenie geograficzne

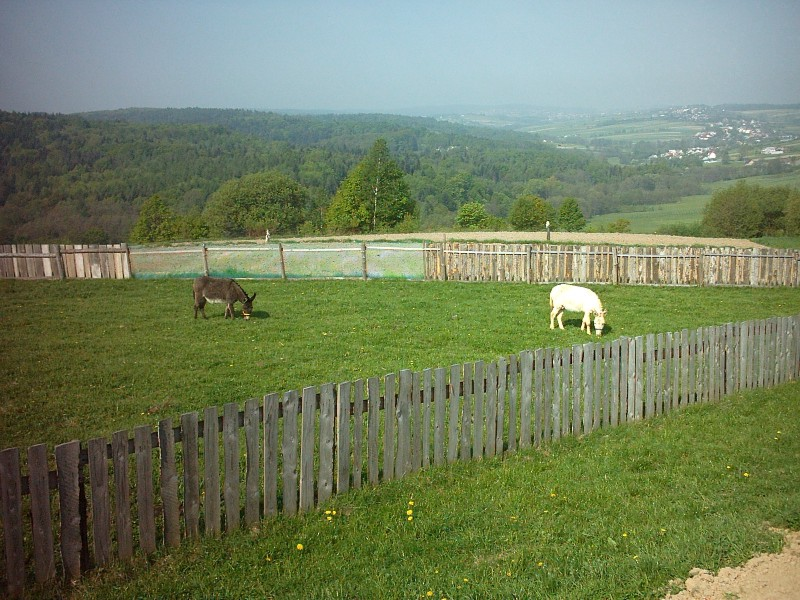
Przedgórze Bocheńskie – krajobraz wschodniej części gminy

Gmina Bochnia położona jest w środkowej Małopolsce. Jej południowe obszary znajdują się na terenie Pogórza Wielickiego, a północne zajmują obrzeża Kotliny Sandomierskiej. Gmina rozciąga się wzdłuż rzeki Raby na przestrzeni ok. 50 km. Prawie w połowie przecina ją międzynarodowa droga E-4 Drezno – Kraków – Lwów, linia kolejowa oraz autostrada A-4.

## Historia
Kilka miejscowości gminy Bochnia posiada blisko 1000-letnią historię. Najstarsze z nich to Łapczyca, Chełm, Brzeźnica, Nieszkowice Małe, Krzyżanowice, Bessów i Cerekiew.

## Struktura powierzchni
Według danych z roku 2011 gmina Bochnia ma obszar 131 km², w tym:
- użytki rolne: 71,04%
- użytki leśne: 23,75%

Gmina stanowi 20,18% powierzchni powiatu.

## Demografia
Dane z 31 grudnia 2011 r. (według GUS – Bank Danych Lokalnych):

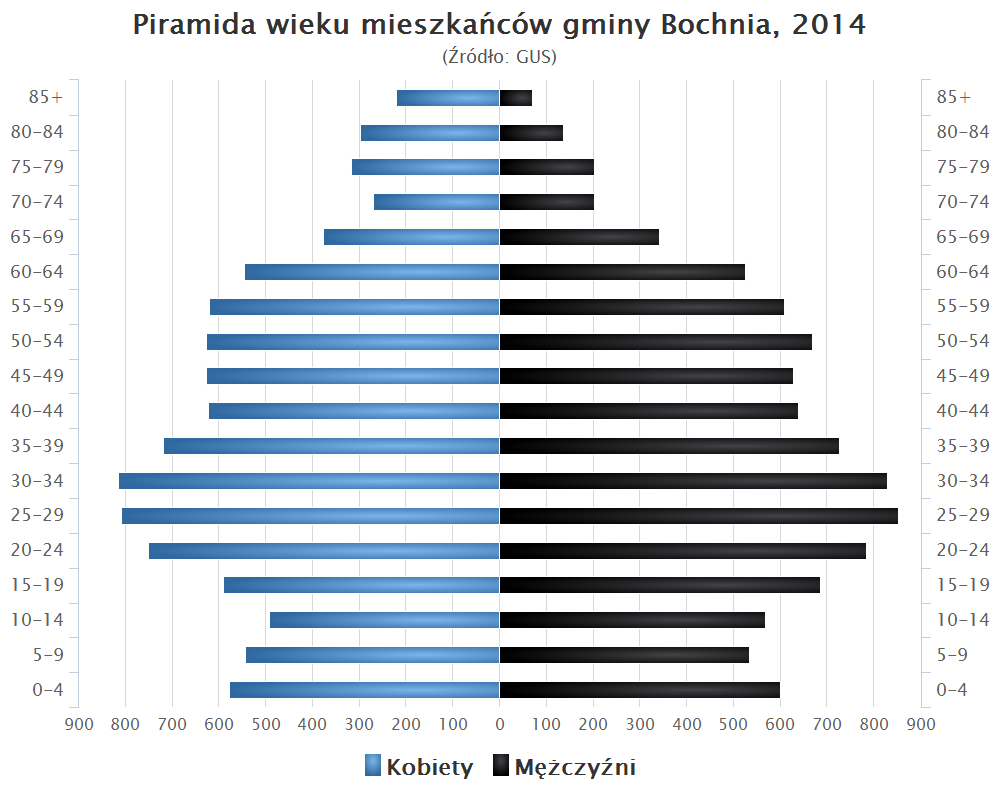
Piramida wieku mieszkańców gminy Bochnia w 2014 roku

| Opis                              | Ogółem | Ogółem | Kobiety | Kobiety | Mężczyźni | Mężczyźni |
| --------------------------------- | ------ | ------ | ------- | ------- | --------- | --------- |
| jednostka                         | osób   | %      | osób    | %       | osób      | %         |
| populacja                         | 18 960 | 100    | 9646    | 50,88   | 9314      | 49,12     |
| gęstość zaludnienia (mieszk./km²) | 144,73 | 144,73 | 81      | 81      | 79,2      | 79,2      |

## Turystyka i sport

### Szlak turystyczny Via Regia Antiqua
Gmina Bochnia jest atrakcyjnym miejscem zarówno dla turystów lubiących aktywny wypoczynek jak i pasjonujących się historią regionu.
Historyczny szlak Via Regia Antiqua jest wizytówką turystyczną gminy Bochnia. Prowadzi on grzbietem wzniesienia utworzonego kiedyś przez lodowiec. Po północnej stronie płaska jak stół równina Kotliny Sandomierskiej z widokiem na Puszczę Niepołomicką i dolinę rzeki Raby kontrastuje z południową, pagórkowatą panoramą Pogórza.
Przy Szlaku prowadzącym z Bochni do Chełmu przez Łapczycę i Moszczenicę znajduje się kilka bardzo interesujących obiektów:
- Kościółek gotycki w Łapczycy z 1340 roku ufundowany przez Króla Kazimierza Wielkiego – jak mówi legenda – jako pokuta za miłosne związki z Esterką, śliczną Żydówką z Kazimierza. Od 1849 roku corocznie z Bochni do łapczyckiego kościoła odbywa się pielgrzymka na pamiątkę cudownego ocalenia miasta od epidemii cholery.
- Kościół pw. św. Anny z 1933 r. – o bogatym detalu architektonicznym, neogotyckim i eklektycznym. Murowany z cegły z użyciem kamienia, jednonawowy, z dwiema kaplicami o charakterze transeptu.
- Amfiteatr letni „Grodzisko” w Łapczycy nawiązuje do architektury średniowiecznych budowli obronnych. Jest oryginalną sceną, na której odbywają się imprezy plenerowe – m.in. wystąpił tu zespół Carrantuohill oraz odbywają się corocznie Turnieje Sołectw.
- Kościół Zakonu Bożogrobców z XVII wieku w Chełmie, w którym zachwyca ołtarz główny autorstwa Piotra Korneckiego. Niezwykle charakterystyczne podwójne krzyże stanowią o dawnych właścicielach – Bożogrobcach.
- Muzeum Parafialne Zakonu Stróżów Bożego Grobu, którego twórcą kustoszem jest ks. Antoni Tworek funkcjonuje w Chełmie od 1999 roku. Część ekspozycji znajduje się w dzwonnicy.
- Grodzisko prasłowiańskie w Chełmie – jego nazwa pochodzi od grodu, który miał tu funkcjonować od IX do XI wieku. Znajduje się tam kamienna kapliczka z figurą Matki Bożej z Lourdes oraz drewniany krzyż. Obecnie na wzgórzu znajdują się również wiata z grillem, ławki oraz tablica opisująca panoramę Beskidu Wyspowego. Słowem – znakomite miejsce na odpoczynek i obcowanie z naturą.

Szlak Via Regia Antiqua jest idealnym miejscem wycieczek pieszo-rowerowych oraz imprez plenerowych (od kilku lat rozgrywane są tu Krakowskie Zawody Balonowe).

### Trasy rowerowo-piesze
Atrakcyjne turystycznie obszary gminy to okolice Puszczy Niepołomickiej oraz Raby i Stradomki – rzek zaliczanych do pierwszej klasy czystości.
Turystów przyciągają też mocno pagórkowate zakątki w południowej części gminy, skąd rozpościera się panorama na Beskid Wyspowy, a przy dobrej pogodzie na Trzy Korony.
W rejonie znajdują się trasy rowerowo-piesze:
- szlak turystyczny Via Regia Antiqua prowadzący przez tzw. Górny Gościniec wiodący z Bochni przez Łapczycę i Moszczenicę do Chełmu, z której oprócz obiektów zabytkowych można podziwiać zakole rzeki Raby i Puszczę Niepołomicką
- droga Czyżyczka – Berdychów (od niedawna nosząca nazwę Via Panoramica Nova) łącząca Gierczyce z Pogwizdowem. Widać z niej całą panoramę Beskidu Wyspowego
- wąwóz lessowy Gorzków-Brzeźnica
- trzy wiszące mosty na rzece Rabie

### Kryta pływalnia w Proszówkach
Obiekt oferuje basen sportowy (25 × 12,5 m), basen rekreacyjny (12 × 6 m) oraz jacuzzi. Możliwe są tutaj także kąpiele w bocheńskiej soli leczniczej. Na basenie skorzystać można również z saun – fińskiej i infrared. Pływalnia posiada także zjeżdżalnię rynnową o długości 42 m, bicze wodne. Wieczorem niecki basenowe są podświetlone.
Przy pływalni działa także Międzynarodowe Schronisko Turystyczne, które dysponuje 52 miejscami noclegowymi w pokojach 2, 4 i 6-osobowych.
Pływalnia jest ogólnodostępna – korzysta z niej rocznie około 100 tys. osób w różnym wieku i stopniu zaawansowania sportowego. Prowadzona jest tu nauka pływania dla dzieci i dorosłych, kursy nurkowania oraz pływania kajakiem. Na pływalni odbywają się także cykliczne zawody pływackie oraz imprezy okolicznościowe.
Zimową ofertę turystyczną gminy stanowią sztuczne lodowisko w Proszówkach oraz wyciąg narciarski i Schronisko Turystyczne „Wola” w Woli Nieszkowskiej.

### Sztuczne Lodowisko w Proszówkach
Sztuczne lodowisko w Proszówkach stało wybudowane w 2010 roku za pieniądze w połowie pochodzące z budżetu gminy Bochnia oraz z dotacji przyznanej gminnemu samorządowi w ramach Programu Rozwoju Obszarów Wiejskich.
Pierwotnie obiekt znajdował się przy kompleksie rekreacyjno – sportowym Krytej Pływalni w Proszówkach. W 2013 roku zmieniono nieznacznie lokalizację lodowiska oraz doposażono je w urządzenia i infrastrukturę towarzyszącą.
Tafla lodowiska, zadaszona namiotem – ma wymiary 40 × 20 m i jest mrożona przez agregat chłodniczy o mocy 180 kW. Nietypowym rozwiązaniem jest zastosowany tutaj odzysk energii. Ciepło, które jest „produktem ubocznym” w agregacie chłodniczym o wydajności 170 kW, za pomocą rur i wymienników przekazywane jest do ogrzewania zaplecza technicznego lodowiska.
Obiekt umożliwia aktywny wypoczynek dzieci, młodzieży i dorosłych w sezonie zimowym, a w pozostałym okresie roku może być wykorzystywany na cele treningowe (gry zespołowe) oraz działalność kulturalno-rozrywkową (koncerty).
Wyciąg narciarski w Woli Nieszkowskiej wybudowano go na stoku o długości 400 metrów (różnica wzniesień około 50 metrów). U podnóża góry znajduje się parking na 50 samochodów. Podobny drugi jest do dyspozycji obok schroniska. Schronisko usytuowano na szczycie Królowej Góry, jednego z piękniejszych wzniesień Pogórza Wyspowego.
W obiekcie na turystów czeka 20 miejsc noclegowych w pokojach 2, 3 i 4 -osobowych, o wysokim standardzie. W schronisku znajduje się też kuchnia, która serwuje potrawy regionalne. Jest tu też sala kominkowa i ogród z urządzeniami do grilla na świeżym powietrzu.
Gmina Bochnia od lat podejmuje szereg działań zmierzających do rozbudowy bazy sportowo-rekreacyjnej. W tym celu wybudowano m.in. Krytą Pływalnię i Sztuczne Lodowisko w Proszówkach, a w ostatnich 15 latach – 10 sal gimnastycznych, boiska sportowe, place zabaw i place rekreacyjne. Na terenie gminy 6 Ludowych Zespołów Sportowych i 8 Uczniowskich Klubów Sportowych.

## Kultura
Na terenie gminy Bochnia działają 22 świetlice, 7 bibliotek oraz Wiejska Galeria Sztuki „Chełm”. Latem odbywa się tu kilka cyklicznych i interesujących imprez plenerowych. Do nich należą:
- Galicyjski Przegląd Orkiestr Dętych w Baczkowie;
- Wianki Świętojańskie nad Rabą w Siedlcu;
- Zjazd Hanek, Anek i Ann w Moszczenicy;
- Biesiada Agroturystyczna w Siedlcu;
- Festival Rock’Autostrada w Proszówkach.

Kulturalne wizytówki gminy stanowią Zespół Pieśni i Tańca „Siedlecanie” z Siedlca oraz Młodzieżowa Orkiestra Dęta z Baczkowa.

## Oświata
W gminie Bochnia funkcjonuje 13 szkół podstawowych, 12 gimnazjów oraz 10 przedszkoli (z 6 filiami).

## Opieka zdrowotna
Gmina prowadzi 7 wiejskich ośrodków zdrowia, z których 5 posiada gabinety rehabilitacyjne.

## Sołectwa
Baczków, Bessów, Bogucice, Brzeźnica, Buczyna, Cerekiew, Chełm, Cikowice, Damienice, Dąbrowica, Gawłów, Gierczyce, Gorzków, Grabina, Krzyżanowice, Łapczyca, Majkowice, Moszczenica, Nieprześnia, Nieszkowice Małe, Nieszkowice Wielkie, Ostrów Szlachecki, Pogwizdów, Proszówki, Siedlec, Słomka, Stanisławice, Stradomka, Wola Nieszkowska, Zatoka, Zawada.

## Zabytki

### Baczków
- pomnik ofiar bocheńskiego getta

### Bogucice
- cmentarz wojenny z I wojny światowej – nr 317

### Brzeźnica
- dzwonnica drewniana z gotyckimi dzwonami; A-63 z 9.04.1960
- kościół parafialny pw. św. Stanisława Biskupa i Męczennika; A-62 z 23.11.1968

### Chełm
- zespół: kościół parafialny pw. św. Jana Chrzciciela, dzwonnica, otoczenie; A-147 z 18.08.1969
- grodzisko wczesnośredniowieczne; A-93 z 29.12.1967
- cmentarz wojenny z I wojny światowej – nr 334; A-124/M

### Cikowice
- kościół parafialny pw. św. Antoniego Padewskiego; A-316 z 26.09.1988

### Gawłów
- kościół parafialny pw. św. Andrzeja Boboli z otoczeniem; A-68 z 9.04.1960 oraz A-202 z 5.12.1979

### Gierczyce
- cmentarz wojenny z I wojny światowej nr 336; A-100/M z 28.06.2007

### Krzyżanowice
- kościół parafialny pw. św. Joachima; A-191 z 27.11.1979

### Łapczyca
- kościół parafialny św. Anny; A-317 z 26.09.1988
- kościół filialny Narodzenia NMP, dzwonnica, z otoczeniem i starodrzewiem; A-4 z 3.04.1968
- spichlerz w zagrodzie nr 81; A-200 z 04.01.1980
- pomnik Józefa Chwałkowskiego
- pomnik 12 Pułku Piechoty AK Ziemi Bocheńskiej

### Nieprześnia
- cmentarz wojenny z I wojny światowej nr 338; A-124/M z 15.11.2007
- park; A-209 z 05.01.1980
- dwór z otoczeniem parkowym

### Pogwizdów
- kościół parafialny pw. śś. Szymona i Judy, otoczenie, drzewostan; A-294 z 31.08.1971

### Stanisławice
- pomnik żołnierzy Armii Kraków

### Wola Nieszkowska
- cmentarz wojenny z I wojny światowej nr 340; A-101/M z 28.06.2007

### Zawada
- dwór z otoczeniem parkowym; A-297 z 31.08.1971

## Sąsiednie gminy
Miasto Bochnia, Brzesko, Drwinia, Gdów, Kłaj, Łapanów, Nowy Wiśnicz, Rzezawa, Szczurowa, Trzciana.